# Nuoto ai Giochi della XXVII Olimpiade - 100 metri stile libero maschili

## Record
Prima di questa competizione, il record del mondo (WR) e il record olimpico (OR) erano i seguenti.
|  | 48"18 | Michael Klim Australia | 16 settembre 2000 Sydney, Australia |
|  | 48"18 | Michael Klim Australia | 16 settembre 2000 Sydney, Australia |

Durante l'evento sono stati migliorati i seguenti record:
| Data         | Evento        | Atleta                    | Nazione     | Tempo | Record |
| ------------ | ------------- | ------------------------- | ----------- | ----- | ------ |
| 19 settembre | 2° Semifinale | Pieter van den Hoogenband | Paesi Bassi | 47"84 |        |

## Batterie
Si sono svolte 10 batterie di qualificazione. I primi 16 atleti si sono qualificati per le semifinali.
19 settembre 2000

### 1ª batteria
| Posizione | Atleta           | Paese              | Tempo   |
| --------- | ---------------- | ------------------ | ------- |
| 1         | Eric Moussambani | Guinea Equatoriale | 1:52.72 |
| -         | Karim Bare       | Niger              | SQ      |
| -         | Farkhod Oripov   | Tagikistan         | SQ      |

### 2ª batteria
| Posizione | Atleta                      | Paese          | Tempo   |
| --------- | --------------------------- | -------------- | ------- |
| 1         | Gregory Arkhurst            | Costa d'Avorio | 53.55   |
| 2         | Hamid Reza Mobarez          | Iran           | 54.12   |
| 3         | Christophe Lim Wen Ying     | Mauritius      | 54.33   |
| 4         | Ganaa Galbadrakh            | Mongolia       | 58.79   |
| 5         | Ragi Edde                   | Libano         | 59.26   |
| 6         | Marien Michel Ngouabi       | Rep. del Congo | 1:00.39 |
| 7         | Dawood Yosuf Mohamed Jassim | Bahamas        | 1:02.45 |

### 3ª batteria
| Posizione | Atleta                  | Paese             | Tempo |
| --------- | ----------------------- | ----------------- | ----- |
| 1         | Paul Alexander Kutscher | Uruguay           | 52.22 |
| 2         | Howard Hinds            | Antille Olandesi  | 52.52 |
| 3         | Alexander Agafonov      | Uzbekistan        | 52.58 |
| 4         | Rikardur Rikardsson     | Islanda           | 52.85 |
| 5         | George Bovell           | Trinidad e Tobago | 52.90 |
| 6         | Gentle Offoin           | Nigeria           | 52.91 |
| 7         | Kenny Roberts           | Seychelles        | 53.40 |
| 8         | Alejandro Castellanos   | Honduras          | 54.06 |

### 4ª batteria
| Posizione | Atleta             | Paese     | Tempo |
| --------- | ------------------ | --------- | ----- |
| 1         | Carl Probert       | Figi      | 51.34 |
| 2         | Christopher Murray | Bahamas   | 51.93 |
| 3         | Indrek Sei         | Estonia   | 52.09 |
| 4         | Tamer Hamed        | Egitto    | 52.14 |
| 5         | Mark Chay          | Singapore | 52.24 |
| 5         | Fernando Jacome    | Colombia  | 52.24 |
| 7         | Glen Walshaw       | Zimbabwe  | 52.53 |
| 8         | Rodrigo Olivares   | Cile      | 53.50 |

### 5ª batteria
| Posizione | Atleta                      | Paese                     | Tempo |
| --------- | --------------------------- | ------------------------- | ----- |
| 1         | Nikola Kalabic              | Jugoslavia                | 51.82 |
| 2         | Allen Ong                   | Malaysia                  | 51.93 |
| 3         | George Gleason              | Isole Vergini Britanniche | 52.00 |
| 4         | Kvetoslav Svoboda           | Rep. Ceca                 | 52.18 |
| 5         | Igor Sitnikov               | Kazakistan                | 52.17 |
| 6         | Nien-Pin Wu                 | Taipei cinese             | 52.72 |
| 7         | Felipe Delgado              | Ecuador                   | 52.78 |
| 8         | Chrysanthos Papachrysanthou | Cipro                     | 52.82 |

### 6ª batteria
| Posizione | Atleta            | Paese                | Tempo |
| --------- | ----------------- | -------------------- | ----- |
| 1         | Peter Mankoč      | Slovenia             | 50.28 |
| 2         | Kim Min-Suk       | Corea del Sud        | 50.49 |
| 3         | Spyridon Bitsakis | Grecia               | 51.28 |
| 4         | Sergey Ashihmin   | Kirghizistan         | 51.28 |
| 5         | Richard Sam Bera  | Indonesia            | 51.52 |
| 6         | Yoav Bruck        | Israele              | 51.62 |
| 7         | Zeljko Panic      | Bosnia ed Erzegovina | 52.40 |
| 8         | Francisco Sánchez | Venezuela            | 52.43 |

### 7ª batteria
| Posizione | Atleta             | Paese     | Tempo |
| --------- | ------------------ | --------- | ----- |
| 1         | Duje Draganja      | Croazia   | 49.83 |
| 2         | Rolandas Gimbutis  | Lituania  | 50.46 |
| 3         | Torsten Spanneberg | Germania  | 50.56 |
| 3         | Javier Botello     | Spagna    | 50.87 |
| 5         | Craig Hutchison    | Canada    | 50.90 |
| 6         | Marcos Hernandez   | Cuba      | 50.95 |
| 7         | Thierry Wouters    | Belgio    | 51.07 |
| 8         | Jere Hård          | Finlandia | 51.11 |

### 8ª batteria
| Posizione | Atleta            | Paese       | Tempo |
| --------- | ----------------- | ----------- | ----- |
| 1         | Denis Pimankov    | Russia      | 49.45 |
| 1         | Chris Fydler      | Australia   | 49.45 |
| 3         | Neil Walker       | Stati Uniti | 49.73 |
| 4         | Christian Troeger | Germania    | 49.76 |
| 5         | Johan Kenkhuis    | Paesi Bassi | 49.93 |
| 6         | Stefan Nystrand   | Svezia      | 50.19 |
| 7         | Romain Barnier    | Francia     | 50.32 |
| 8         | Pavlo Chnykin     | Ucraina     | 50.63 |

### 9ª batteria
| Posizione | Atleta                    | Paese       | Tempo |
| --------- | ------------------------- | ----------- | ----- |
| 1         | Pieter van den Hoogenband | Paesi Bassi | 48.64 |
| 2         | Gary Hall Jr              | Stati Uniti | 49.32 |
| 3         | Salim Iles                | Algeria     | 49.70 |
| 4         | Gustavo Borges            | Brasile     | 49.76 |
| 5         | Attila Zubor              | Ungheria    | 49.79 |
| 6         | Karel Nový                | Svizzera    | 50.19 |
| 7         | Yannick Lupien            | Canada      | 50.62 |
| 8         | Oleg Rukhlevich           | Bielorussia | 50.96 |

### 10ª batteria
| Posizione | Atleta              | Paese     | Tempo       |
| --------- | ------------------- | --------- | ----------- |
| 1         | Michael Klim        | Australia | 49.09       |
| 2         | Lars Froelander     | Svezia    | 49.16       |
| 3         | Aleksandr Popov     | Russia    | 49.29       |
| 4         | Roland Schoeman     | Sudafrica | 49.74       |
| 4         | Lorenzo Vismara     | Italia    | 49.74       |
| 6         | Jose Martin Meolans | Argentina | 49.75       |
| 7         | Bartosz Kizierowski | Polonia   | 49.84       |
| -         | Fernando Scherer    | Brasile   | non partito |

## Semifinali
19 settembre 2000

### 1° semifinale
| Posizione | Atleta           | Paese     | Tempo |
| --------- | ---------------- | --------- | ----- |
| 1         | Michael Klim     | Australia | 48.80 |
| 2         | Aleksandr Popov  | Russia    | 48.84 |
| 3         | Denis Pimankov   | Russia    | 49.43 |
| 4         | José Meolans     | Argentina | 49.66 |
| 5         | Lorenzo Vismara  | Italia    | 49.67 |
| 5         | Duje Draganja    | Croazia   | 49.67 |
| 7         | Salim Iles       | Algeria   | 49.70 |
| 8         | Christian Tröger | Germania  | 49.80 |

### 2° Semifinale
| Posizione | Atleta                    | Paese       | Tempo    |
| --------- | ------------------------- | ----------- | -------- |
| 1         | Pieter van den Hoogenband | Paesi Bassi | 47.84 RM |
| 2         | Lars Frölander            | Svezia      | 48.93    |
| 3         | Neil Walker               | Sudafrica   | 49.04    |
| 4         | Gary Hall Jr              | Stati Uniti | 49.13    |
| 5         | Chris Fydler              | Australia   | 49.55    |
| 6         | Attila Zubor              | Ungheria    | 49.58    |
| 7         | Roland Schoeman           | Sudafrica   | 49.84    |
| 8         | Gustavo Borges            | Brasile     | 49.93    |

## Finale
20 settembre 2000
| Posizione | Atleta                    | Paese       | Tempo |
| --------- | ------------------------- | ----------- | ----- |
|           | Pieter van den Hoogenband | Paesi Bassi | 48.30 |
|           | Aleksandr Popov           | Russia      | 48.69 |
|           | Gary Hall Jr              | Stati Uniti | 48.73 |
| 4         | Michael Klim              | Australia   | 48.74 |
| 5         | Neil Walker               | Stati Uniti | 49.09 |
| 6         | Lars Frölander            | Svezia      | 49.22 |
| 7         | Denis Pimankov            | Russia      | 49.36 |
| 8         | Chris Fydler              | Australia   | 49.44 |